# Alvin
För andra betydelser, se Alvin (olika betydelser).

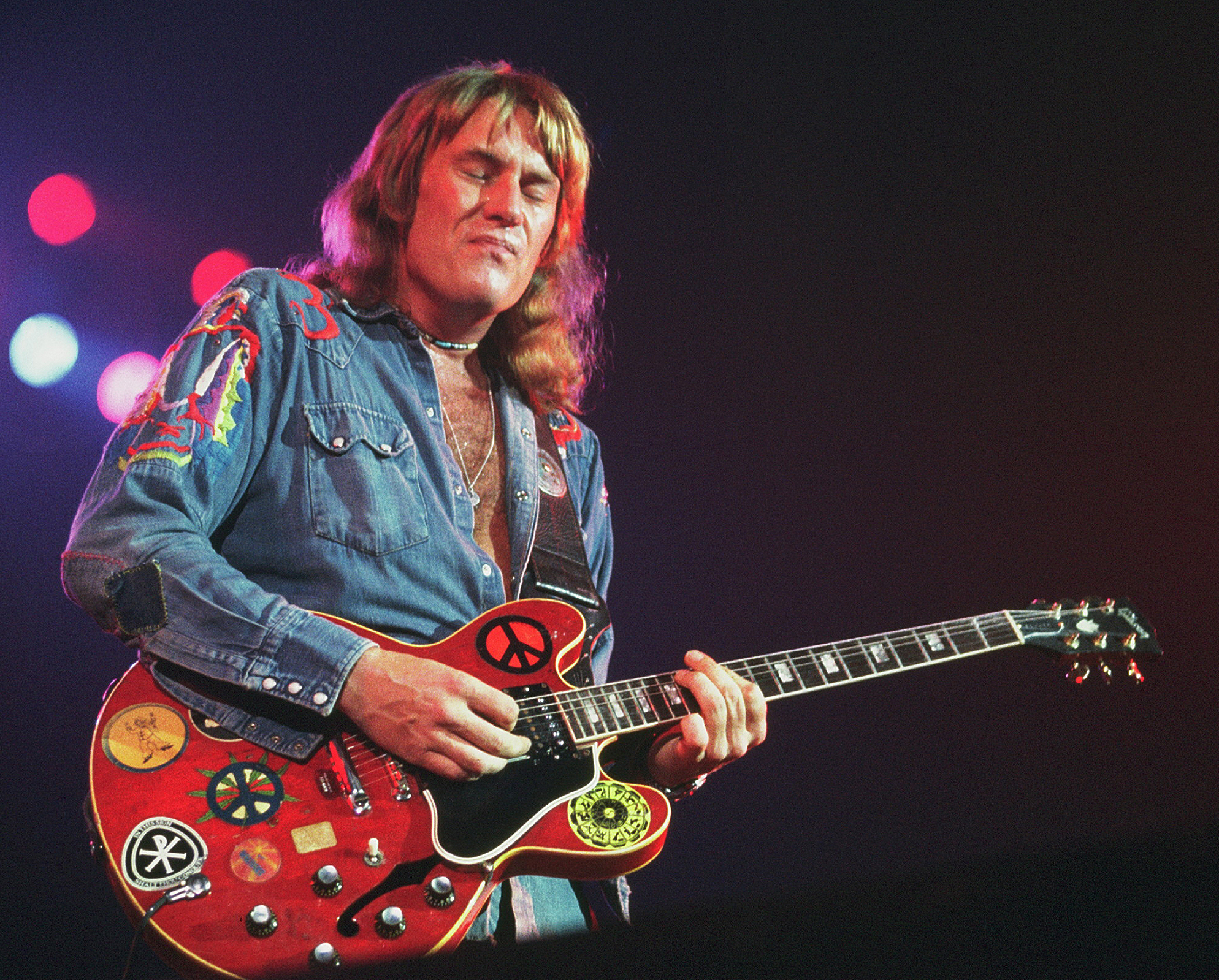
Alvin Lee, 1975.

Alvin är ett mansnamn, som förekommer i olika länder. Personer med tysk bakgrund skriver det vanligen som Alwin. Namnet används även som efternamn med skiftande stavning och uttal samt ingår bland annat i geografiska namn.
Svensk offentlig statistik ger följande upplysningar om antal bärare i Sverige den 31 december so18:
- Alvin: som efternamn  297, som förnamn 6046 män varav 5231 som tilltalsnamn (första förnamn)
- Alwin:  som efternamn  39, som förnamn  700 män varav 629 som tilltalsnamn (första förnamn), s
- Alfvin: som efternamn 47, som förnamn 3 män varav 2 som tilltalsnamn (första förnamn)

Totalt blir detta 383 personer med namnet som efternamn och 6749 män med namnet som förnamn, varav 5862 som tilltalsnamn (första förnamn).
I den finlandssvenska namnsdagslängden har Alvin namnsdag 9 mars sedan 2010.

## Personer med förnamnet Alvin eller Alwin
- Alvin Ailey (1931-1989), amerikansk dansare och koreograf
- Alwin-Broder Albrecht (1903–1945), tysk sjöofficer och medlem av Hitlers stab
- John Alvin Anderson  (1869–1948), svenskamerikansk fotograf
- Alwin Berger (1871–1931), tysk botaniker
- Alvin Ceccoli (född 1974), australisk fotbollsspelare
- Mark Alwin Clements (född 1949), australisk botaniker
- Alwin Dahl (1889–1971), svensk konstnär
- Alvin Gibbs, brittisk musiker och författare
- Alvin Ward Gouldner (1920–1980), amerikansk sociolog
- Alvin Hansen  (1887–1975), amerikansk nationalekonom
- Alvin Harrison (född 1974), amerikansk löpare
- Alvin Hawkins (1821–1905), amerikansk politiker och diplomat, guvernör i Tennessee
- Alvin Peterson Hovey (1821–1891), amerikansk politiker, republikan, kongressrepresentant och guvernör för Indiana
- Alwin Jacobi (1854–1905), tysk ingenjör verksam i Sverige
- Alvin Joiner (född 1974), amerikansk hiphopartist och skådespelare, känd som Xzibit
- Alvin Karpis  (1907–1979), kanadensisk-amerikansk kriminell
- Alvin Olin King  (1890–1958), amerikansk politiker, demokrat, guvernör i Louisiana
- Alvin Kraenzlein (1876–1928), amerikansk löpare
- Alvin Lee  (1944–2013), brittisk gitarrist
- Alvin Moore (1891–1972), amerikansk ryttare
- Alvin Plantinga (född 1932), amerikansk filosof
- Alvin Robertson (född 1962), amerikansk basketspelare
- Alvin Roth (född 1951), amerikansk nationalekonom
- Alvin Saunders (1817–1899), amerikansk politiker, republikan, guvernör och senator för Nebraska
- Alwin Schockemöhle (född 1937), västtysk ryttare
- Alwin Schultz (1938–1909), tysk konst- och kulturhistoriker
- Alvin Stöhr (1874–1941), svensk målare
- Alvin Toffler (1928–2016), amerikansk författare och framtidsforskare
- Alwin Wieck (1821–1885), tysk violinist, musikpedagog och sångare

## Personer med efternamnet Alvin eller med varianter av detta namn
- Bror Alvin (1898–1983), svensk ämbetsman
- Catharina Allvin (född 1970), svensk dansare
- Dave Alvin (född 1955), amerikansk låtskrivare, gitarrist och sångare
- Gustaf Adolf Alvin (1864–1943), svensk läkare och donator, skapare av Alvins fond
- Jonas Allvin (1777–1866), svensk topografisk författare
- Louis Alvin (1806–1887), fransk-belgisk författare och historiker
- Patrik Allvin (född 1974), svensk ishockeyspelare
- Pernilla Allwin (född 1970), svensk barnskådespelare